# 賴索托國民議會
賴索托國民議會是賴索托兩院制立法機關的下議院，由120席議員組成，每五年選舉一次。最近一次於2022年10月7日舉行選舉。
莱索托国民议会的120席中，有80席来自单一选区选举而出，剩余40席依据政党得票比例分配。

## 議席分配
| 選舉年份 | 繁榮革命 | 民主黨人聯盟（AD） | 經濟改革運動（MEC） | 民主議會黨（DC） | 全巴索托議會黨（ABC） | 賴索托民主議會黨（LCD） | 巴索托民族黨（BNP） | 民主人民陣線（PFD） | 民族獨立黨（NIP） | Mpulule 政治峰會（MSP） | 賴索托希望黨（HOPE） | BCM黨（BCM） | 賴索托改革議會黨（RCL） | 巴索托蘭國會黨 | 賴索托民主黨（DPL） | 馬雷馬特婁自由黨 | 投票率 |
| 2017年   | 新成立   | 9                  | 6                   | 30               | 48                    | 11                      | 5                   | 3                   | 1                 | 新成立                  | 新成立               | 新成立       | 1                       | 1              | 1                   | 1                | 46.85% |
| 2022年   | 56       | 5                  | 4                   | 29               | 8                     | 3                       | 1                   | 1                   | 1                 | 1                       | 1                    | 1            | 0                       | 0              | 0                   | 0                | %      |